# Muntanya Blanca
La Muntanya Blanca és una serra situada entre els municipis de Mont-roig del Camp, Pratdip i Vilanova d'Escornalbou a la comarca del Baix Camp, amb una elevació màxima de 550 metres.